# Halistemma rubrum
Halistemma rubrum är en nässeldjursart som först beskrevs av Vogt 1852.  Halistemma rubrum ingår i släktet Halistemma och familjen Agalmatidae. Inga underarter finns listade i Catalogue of Life.